# Русская Кошка
Русская Кошка — коса на Чукотке, отделяет бухту Клинковстрёма Анадырского лимана от Анадырского залива Берингова моря.

## Исторические сведения
Открыта и названа в 1651 году Семёном Дежнёвым. Словом кошка русские казаки называли косу или отмель на взморье.
На карте, составленной Н. Дауркиным в конце XVIII века, отмечена как Чегройноп. Современное чукотское название косы Чеграйнон, этимология не установлена.

## Физико-географическая характеристика
Коса протянулась с северо-востока на юго-запад на 16 км, ширина достигает 2 км, высота 2-3 м над уровнем моря.
Коса сложена из гальки, значительная часть её территории заболочена. Во время сильных штормов через неё перекатываются волны. Средняя величина прилива у берегов косы составляет 1 м.
Кутовая часть (мелководная, наиболее вдающаяся в берег) между косой и коренным берегом носит название бухты Клинковстрёма. В основании косы в бухту Клинковстрёма впадает река Извилистая. Морская оконечность косы утолщается и выдаётся тремя мысами: Гедеона, Василия (Гагачьим) и Русским. На оконечности косы находится озеро «Проточное».

## Охрана природы
Русская Кошка — один из кластеров регионального комплексного заказника «Автаткууль».
Здесь находится место гнездования эндемика России кулика-лопатня, занесённого в «Красную книгу».

## Антропогенное воздействие
Постоянного населения нет. Здесь обнаружены развалины древних землянок морских зверобоев, охотившихся на китов, датируемые V—XII вв. н. э.
На южной оконечности косы действует навигационный маяк, приписанный Тихоокеанскому морскому флоту, обслуживанием которого занимается команда из 5 человек.